# Kinoshita Pearl Classic
De Kinoshita Pearl Classic was een eenmalig golftoernooi van de Legends Tour. Het toernooi vond plaats op de Kapolei Golf Club in Hawaï. Het werd gespeeld in een strokeplay-formule met twee ronden.

## Winnares
| Jaar | Winnares    | Score | Score | Info        |
| ---- | ----------- | ----- | ----- | ----------- |
| 2009 | Rosie Jones | 137   | –7    | [ 1 ] [ 2 ] |